# Gold farming
Udtrykket Gold farming er når nogen spiller et MMO for at anskaffe sig virtuel valuta som andre spillere så senere køber ved hjælp af rigtige penge.. Folk i Kina og andre Ulande har haft fuldtidsjobs som gold farmers.
Selv om de fleste spilfirmaer har forbudt salg af virtuel valuta for rigtige penge er gold farming stadigvæk lukrativt da det udnytter økonomisk ulighed og det faktum at det typisk tager lang tid for spillere at anskaffe sig virtuel valuta. Rigere spillere fra Ilande som ønsker at spare tid kan være villige til at betale betydelige beløb til gold farmers fra Ulandene. 

## Historie
Gold farming begyndte i de sene 1990'ere som en såkaldt "hjemmeindustri", men blev mere kommercielt i 2000'erne på grund af MMO'ers voksende popularitet.
Kommerciel gold farming begyndte muligvis i Sydkorea. Rapporter fra 2001 beskriver koreanske internetcaféer som var blevet konverteret til en kommerciel gold-farming institution for at opfylde den lokale efterspørgsel efter virtuel valuta. Denne forretningsmodel hvor at folk arbejder fuld tid som gold farmers i internetcaféer blev senere outsourcet til Kina.

## Regler og håndhævelse
Mange spilfirmaer forbyder gold farming i deres spils brugerbetingelser.
Spilfirmaer såsom Blizzard Entertainment og ArenaNet har prøvet at modvirke gold farming ved selv at introducere transaktioner med rigtige penge til deres spil.